# Umdrehungsgeschwindigkeiten von Laufwerken
Bei der Speicherung von Daten auf magnetischen oder optischen Scheiben gibt es unterschiedliche Prinzipien zur Steuerung  der Umdrehungsgeschwindigkeit. Man unterscheidet folgende Verfahren:

## CAV
CAV = constant angular velocity, (englisch für ‚Konstante Winkelgeschwindigkeit‘)
Die Platte dreht sich mit konstanter Drehzahl. Je weiter der Lesekopf nach außen bewegt wird, desto höher ist die relative Geschwindigkeit zwischen Kopf und Plattenoberfläche. Nun gibt es zwei Möglichkeiten:
- Die Datenrate bleibt konstant, dadurch wird die Dichte der Daten nach außen hin immer geringer und zunehmend ineffizient. Das Verfahren kommt bei Schallplatten, Laserdiscs, GameCube-, Dreamcast- (GD-ROM) und Xbox-360-Laufwerken im CAV-Modus zum Einsatz. Es fand auch in heute als historisch anzusehenden Festplatten Verwendung, da diese eine konstante Sektoranzahl pro Spur hatten.
- Die Dichte bleibt konstant, dadurch kommt es nach außen hin zu höheren Datenraten. Dieses Verfahren findet bei modernen Festplatten mit Zone Bit Recording und auch schnellen optischen Laufwerken Anwendung. Die dort angegebenen Geschwindigkeitsfaktoren (bezogen auf eine beispielsweise für CD-Audio oder DVD-Video vorgeschriebene Geschwindigkeit) werden nur am äußeren Rand des Mediums erreicht.

Vorteil der konstanten Winkelgeschwindigkeit ist, dass bei wechselndem Zugriff auf innen- und außenliegende Bereiche der Platte kein Bremsen und Beschleunigen notwendig ist, wodurch der Zeit- und Energiebedarf sowie der Verschleiß reduziert werden.

## CLV
CLV = constant linear velocity, (englisch für ‚konstante Bahngeschwindigkeit‘)
Je weiter der Lesekopf nach außen bewegt wird, desto mehr wird die Drehzahl der Platte gesenkt. Die relative Geschwindigkeit zwischen Lesekopf und Oberfläche bleibt annähernd konstant, die Datendichte und Datenrate ebenfalls. Dieses Verfahren wird bei Audio-Compact-Discs und traditionellerweise bei CD-ROM-Laufwerken eingesetzt und fand auch bei der Laserdisc Anwendung.

## CAA
CAA = constant angular acceleration, (englisch für ‚konstante Winkelbeschleunigung‘)
Eine Variante von CLV die bei der Laserdisc zum Einsatz kam, um technische Probleme mit CLV zu beheben. Die Drehzahl wird kontinuierlich verringert, je weiter der Lesekopf nach außen bewegt wird.

## PCAV
PCAV = partial constant angular velocity, (englisch für ‚teilweise, konstante Winkelgeschwindigkeit‘), Kombination aus CAV und CLV
Im inneren Bereich der CD arbeitet das Laufwerk mit CAV-Technik, bei Erreichen einer bestimmten Soll-Lineargeschwindigkeit im äußeren Bereich wird dann auf CLV umgeschaltet. Teilweise werden auch Vibrationssensoren eingesetzt und nur bei erhöhter Vibration wird im inneren Bereich auf CLV umgeschaltet.

## ZCLV
ZCLV = zone constant linear velocity, (englisch für ‚zonenkonstante Bahngeschwindigkeit‘), mehrere CLV-Zonen
Der Datenträger wird in mehrere (logische) Bereiche („Zonen“) unterteilt, die jeweils mit CLV-Technik gelesen bzw. geschrieben werden. Bei CDs ist 16× ein typischer Geschwindigkeitswert für die erste (innerste) Zone, andere Zonen sind 20×, 24×, 32×, 40×, 48×. Dieses Verfahren wird insbesondere bei CD- und DVD-Brennern eingesetzt. Dabei kann während des Brennens (anhand der Fehlerrate) geprüft werden, ob das Medium überhaupt für die nächste Geschwindigkeitsstufe geeignet ist, ggf. entfällt der Sprung zur nächsthöheren Stufe dann zugunsten der Schreibsicherheit.